# TJ Jelínek Ostrava-Svinov
TJ Jelínek Ostrava-Svinov (celým názvem: Tělovýchovná jednota Jelínek Ostrava-Svinov) byl český klub ledního hokeje, který sídlil v Ostravě v Moravskoslezském kraji. Zanikl v roce 2004. V sezóně 2002/03 se klub zúčastnil baráže o druhou ligu. V dvojzápase proti klubu HC Jičín prvně podlehl zmiňovanému celku poměrem 2:7, v druhém zápase poměrem 2:6.

## Přehled ligové účasti
Stručný přehled
Zdroj: 
- 2002–2004: Moravskoslezský krajský přebor (4. ligová úroveň v České republice)

Jednotlivé ročníky
Zdroj: 
Legenda: ZČ – základní část, červené podbarvení – sestup, zelené podbarvení – postup, fialové podbarvení – reorganizace, změna skupiny či soutěže
| Česko (2002–2004) |                                |           |          |                                             |          |
| Sezóny            | Soutěž                         | Úroveň    | ZČ       | Play-off, nadstavba, sk. o udržení...       | Poznámky |
| 2002/03           | Moravskoslezský krajský přebor | 4. úroveň | 1. místo | Baráž o 2. ligu – 1. fáze, 1. kolo (prohra) |          |
| 2003/04           | Moravskoslezský krajský přebor | 4. úroveň | 2. místo | Neúčast v nadstavbě (konečné 5. místo)      | Vyloučen |